# Nikola Cvetinović
Nikola Cvetinović (Servisch: Никола Цветиновић) (Loznica, 19 december 1988) is een Servisch basketballer.

## Carrière
Cvetinović speelde collegebasketbal voor de Akron Zips van 2008 tot 2012. In 2012 tekende hij een contract bij het Cypriotische AEK Larnaca BC waar hij een seizoen speelde. Het seizoen erop tekende hij een contract in de Tsjechische competitie bij Basket Brno maar hij speelde vanaf december 2013 het seizoen uit bij de Spaanse eersteklasser CB Valladolid. Eind december 2014 tekende hij een contract bij de Spaanse tweedeklasser Oviedo CB.
Het seizoen 2015/16 startte hij bij KK Dzūkija in Litouwen maar speelde hij uit bij BK Inter Bratislava in Slowakije. In het seizoen 2016/17 tekende hij een contract bij de Spaanse tweedeklasser Araberri BC. In 2017 tekende hij bij Palencia Baloncesto waar hij twee seizoenen speelde in de Spaanse tweedeklasser. Van 2019 tot 2021 speelde hij voor CB Almansa ook in de Spaanse tweede klasse.
Hij tekende in januari 2022 bij Okapi Aalst als vervanger van Deontae Hawkins in februari werd zijn contract uit financiële overwegingen niet verlengd. Hij speelde het seizoen uit bij het Roemeense CSA Steaua București als vervanger van Andrey Ivanov. In februari 2023 tekende hij een contract bij het Servische KK Spartak Subotica.
In 2011 nam hij met de Servische nationale ploeg deel aan de Universiade en won goud.

## Erelijst
- Universiade: 2011